# 佛肸
佛肸，春秋后期晋国的中牟邑宰。
《论语》记载佛肸在中牟叛晋，派人来召孔子。子路反对孔子前去，孔子感叹道：“不曰坚乎，磨而不磷？不曰白乎，涅而不缁。吾岂匏瓜也哉？焉能系而不食？”刘宝楠《论语正义》和江永《春秋地理考实》认为佛肸本来是范氏、中行氏的家臣，因为赵简子击败范氏、中行氏，他才以中牟叛晋，归附支持范氏、中行氏的卫国。《新序》记载佛肸在中牟叛乱时，威胁士大夫，不跟从他的就要烹杀。田卑不从，佛肸也没有为难他。后来赵氏灭佛肸，田卑不受赵氏之赏，南奔楚国。《说苑》田卑作田基。《韩诗外传》以佛肸叛赵氏是在赵简子去世，赵襄子刚刚即位时（前476年），此时孔子已经去世（前479年）三年。《列女传》记载，赵氏平叛之后，要治罪佛肸之母。佛肸之母认为自己不当死罪，赵襄子问她缘故，她说自己教子得当，佛肸“少而不慢，長又能使”，主君“自擇以為臣”，“君有暴臣，妾無暴子”。赵襄子于是释放了她。按这些文献的记载，佛肸之乱在赵襄子之时，不在孔子之时。崔述《洙泗考信录》主张佛肸之乱在前476年赵襄子之时，钱穆《先秦诸子系年》主张佛肸之乱在前490年代孔子之时。